# Huổi Mí
Huổi Mí là một xã thuộc huyện Mường Chà, tỉnh Điện Biên, Việt Nam.

## Địa lý
Xã Huổi Mí có vị trí địa lý:
- Phía đông giáp xã Nậm Nèn và huyện Tuần Giáo
- Phía tây giáp xã Na Sang
- Phía nam giáp xã Na Sang và huyện Tuần Giáo
- Phía bắc giáp xã Hừa Ngài.

Xã Huổi Mí có diện tích 139,28 km², dân số năm 2022 là 4.110 người, mật độ dân số đạt 29 người/km².

## Hành chính
Xã Huổi Mí được chia thành 10 bản: Huổi Ít, Huổi Mí I, Huổi Mí II, Huổi Xuân, Long Tạo, Lùng Thàng I, Lùng Thàng II, Pa Ít, Pa Son I, Pa Son II.

## Lịch sử
Ngày 25 tháng 8 năm 2012, Chính phủ ban hành Nghị quyết số 45/NQ-CP về việc thành lập xã Huổi Mí trên cơ sở điều chỉnh 13.937 ha diện tích tự nhiên, 2.527 nhân khẩu của xã Hừa Ngài và 625 nhân khẩu của xã Pa Ham xâm canh, xâm cư trên địa bàn xã Hừa Ngài.
Ngày 6 tháng 12 năm 2019, HĐND tỉnh Điện Biên ban hành Nghị quyết số 148/NQ-HĐND về việc thành lập bản Long Tạo trên cơ sở bản Lùng Tạo và bản Huổi Pấng.